# Karl Wilhelm von Nägeli
Karl Wilhelm von Nägeli (Kilchberg, 27 marzo 1817 – Monaco di Baviera, 10 maggio 1891) è stato un botanico svizzero.
Autore di numerosi studi sul processo di divisione cellulare e di impollinazione, divenne noto come l'uomo che scoraggiò Gregor Mendel così da non permettergli altri lavori sulla genetica.

## Nascita e istruzione
Studia biologia presso l'Università di Zurigo, e dal 1839 a Ginevra, botanica con il professor Augustin Pyrame de Candolle. Si laurea a Zurigo nel 1840 con una tesi sulla stessa materia. Grazie al professore di botanica Matthias Jakob Schleiden, i suoi interessi vennero orientati nello studio microscopico delle piante.

## Carriera Accademica
Subito dopo la laurea Nägeli divenne Privatdozent, in italiano Libero Docente, e, successivamente, professore straordinario, presso l'università di Zurigo. Nel 1852 venne chiamato a occupare la cattedra di botanica all'università di Friburgo, e nel 1857 fu promosso a Monaco di Baviera, dove rimase come docente fino alla sua morte.

## Contributi
Si pensava che nel 1842 Nägeli fosse il primo scienziato ad aver osservato una divisione cellulare, durante la formazione del polline. Tuttavia questo è contestato da Henry Harris, che scrisse : “Quello che osservò Nägeli non è lo stesso materiale vegetale visto da Robert Remak ... non osservò la divisione nucleare … è chiaro che Nägeli non ebbe nel 1844 alcun idea dell'importanza del nucleo nella vita della cellula”.
Tra i suoi contributi alla scienza si possono citare una serie di documenti pubblicati tra il 1844 ed il 1846 nella Wissenschaftliche Zeitschrift fur Botanik: nel 1847 con "Die neueren Algensysteme"; nel 1849 con "Einzelliger Gattungen Algen"; tra il 1855 ed il 1858 con "Pflanzenphysiologische Untersuchungen" ; tra il 1858 ed il 1868, in collaborazione con Carl Eduard Cramer: "Beiträge zur wissenschaftlichen Botanik", più una serie di documenti, scritti tra il 1861 ed il 1881. Ha inoltre contribuito al prestigio della Royal Bavarian Academy of Sciences con la scrittura di tre volumi di "Botanische Mitteilungen" ed infine nel 1884 ha pubblicato "Mechanisch-Physiologische Theorie der Abstammungslehre" .

### La corrispondenza con Mendel
Probabilmente Nägeli è più conosciuto grazie alla sua corrispondenza, avvenuta tra il 1866 ed il 1873, con Gregor Mendel, relativa alla celebre opera di quest'ultimo sul Pisum sativum, la pianta di pisello. Lo scrittore Simon Mawer, nel suo libro "Gregor Mendel : piantare i semi della genetica", pubblicato nel 2006, ci dà un interessante resoconto dettagliato della corrispondenza tra Nägeli e Mendel.
Mawer sottolinea che, nel periodo in cui Nägeli scriveva la sua opera più importante, dal titolo: "A mechanico-physiological theory of organic evolution", pubblicato nel 1884, anno della morte di Mendel, proponeva il concetto di idioplasma come "ipotetico trasmettitore di caratteri ereditati ": in questo libro Nägeli non aveva menzionato neanche una volta il lavoro di Gregor Mendel.

### L'influenza su Nietzsche
Il concetto di idioplasma, l'idea di un processo di accrescimento molecolare interno, ebbe una certa influenza sul concetto di volontà di potenza, così come sviluppato nella Genealogia della morale di Nietzsche.